# Miljöpartiets kongresspris
Miljöpartiets kongresspris är ett pris som utdelas av Miljöpartiet vid dess årliga partikongress. Priset har getts olika benämningar genom åren.
Åtminstone år 2005 och 2012 ingick en prissumma på 10 000 kronor.

## Pristagare
- 1986 – Ingvar Bratt (fredspris)[3]
- 1987 –
- 1988 – nunnorna i Alsike kloster (fredspris)[4]
- 1989 –
- 1990 –
- 1991 –
- 1992 –
- 1993 –
- 1994 –
- 1995 – Lars Ångström (freds- och miljöpris)[5]
- 1996 –
- 1997 – Rune Andréasson (freds- och miljöpris)[6]
- 1998 – Anita Klum, generalsekreterare i Frivilligorganisationernas fond för mänskliga rättigheter (fredspris)[7]
- 1999 –
- 2000 – Jörgen Lantz (barnpris)[8]
- 2001 –
- 2002 – Ladislaus Horatius (tidspris)[9]
- 2003 – Sune Nygren[10]
- 2004 – ettklickforskogen.se[11]
- 2005 – Elin Ek (feministpris)[9]
- 2006 – KG Hammar (frihetspris)[9]
- 2007 – Älandsbro skola (miljöpris)[12]
- 2008 – klädföretaget Dem Collectives grundare Karin Stenmar och Annika Axelsson[13]
- 2009 – Pär Holmgren[14]
- 2010 – krögarna Björn Frantzén och Daniel Lindeberg[14]
- 2011 – Sverker Åström[14]
- 2012 – BRF Hilda i Rosengård[2]
- 2013 – Jonas Hassen Khemiri[14]
- 2014 – Fatta[14]
- 2015 – jagvillhabostad.nu[14]
- 2016 – Kvinna till Kvinna[14]
- 2017 – Johan Rockström[14]
- 2018 – Malena Ernman[15]
- 2019 – Susanna Elfors[16]